# Italiaans voetbalkampioenschap 1901
Het Italiaans voetbalkampioenschap 1901 was het vierde kampioenschap (Scudetto) van Italië. Milan Cricket and Football Club, later AC Milan, werd voor de eerste maal kampioen en doorbrak daarmee de hegemonie van Genoa CFC die de eerste drie titels won. Genoa was al geplaatst voor de finale als verdedigende kampioen.

## Kwalificatie
Gespeeld op 14 april
| Team #1                       | Res. | Team #2           |
| ----------------------------- | ---- | ----------------- |
| Juventus                      | 5-0  | Ginnastica Torino |
| Milan Cricket & Football Club | 2-0  | SEF Mediolanum    |

## Halve Finale
Gespeeld op 28 april
| Team #1                       | Res.  | Team #2  |
| ----------------------------- | ----- | -------- |
| Milan Cricket & Football Club | 3 - 2 | Juventus |

## Finale
Gespeeld op 5 mei
| Team #1                       | Res.  | Team #2   |
| ----------------------------- | ----- | --------- |
| Milan Cricket & Football Club | 1 - 0 | Genoa CFC |

## Winnend team
- Hoode
- Suter
- Gadda
- Lies
- Kilpin
- Angeloni I
- Recalcati
- Davies
- Negretti
- Allison
- G. Colombo
- Neville en Wagner vielen in.

Scudetto:
1898 ·
1899 ·
1900 ·
1901 ·
1902 ·
1903 ·
1904 ·
1905 ·
1906 ·
1907 ·
1908 ·
1909 ·
1909/10 ·
1910/11 ·
1911/12 ·
1912/13 ·
1913/14 ·
1914/15 ·
1915/16 · 1916/17 · 1917/18 · 1918/19 · 
1919/20 ·
1920/21 ·
1921/22 ·
1922/23 ·
1923/24 ·
1924/25 ·
1925/26 ·
1926/27 ·
1927/28 ·
1928/29

Serie A:
1929/30 ·
1930/31 ·
1931/32 ·
1932/33 ·
1933/34 ·
1934/35 ·
1935/36 ·
1936/37 ·
1937/38 ·
1938/39 ·
1939/40 ·
1940/41 ·
1941/42 ·
1942/43 ·
1944/45 ·
1945/46 ·
1946/47 ·
1947/48 ·
1948/49 ·
1949/50 ·
1950/51 ·
1951/52 ·
1952/53 ·
1953/54 ·
1954/55 ·
1955/56 ·
1956/57 ·
1957/58 ·
1958/59 ·
1959/60 ·
1960/61 ·
1961/62 ·
1962/63 ·
1963/64 ·
1964/65 ·
1965/66 ·
1966/67 ·
1967/68 ·
1968/69 ·
1969/70 ·
1970/71 ·
1971/72 ·
1972/73 ·
1973/74 ·
1974/75 ·
1975/76 ·
1976/77 ·
1977/78 ·
1978/79 ·
1979/80 ·
1980/81 ·
1981/82 ·
1982/83 ·
1983/84 ·
1984/85 ·
1985/86 ·
1986/87 ·
1987/88 ·
1988/89 ·
1989/90 ·
1990/91 ·
1991/92 ·
1992/93 ·
1993/94 ·
1994/95 ·
1995/96 ·
1996/97 ·
1997/98 ·
1998/99 ·
1999/00 ·
2000/01 ·
2001/02 ·
2002/03 ·
2003/04 ·
2004/05 ·
2005/06 ·
2006/07 ·
2007/08 ·
2008/09 ·
2009/10 ·
2010/11 ·
2011/12 ·
2012/13 ·
2013/14 ·
2014/15 ·
2015/16 ·
2016/17 .
2017/18 ·
2018/19 ·
2019/20 ·
2020/21 ·
2021/22 ·
2022/23 ·
2023/24 .
2024/25